# Alianza Patriótica para el Cambio
Die Alianza Patriótica para el Cambio (dt. Patriotische Allianz für den Wandel), kurz APC, war ein Bündnis paraguayischer Parteien. Die APC wurde 2007 mit dem Ziel geschaffen, die 61 Jahre dauernde Herrschaft der Colorado-Partei zu beenden. Sie konnte am 20. April 2008 die Präsidentschaftswahl für sich entscheiden, ihr Kandidat Fernando Lugo wurde zum neuen Präsidenten gewählt. 
Das Bündnis bestand aus folgenden Parteien:
- Partido Demócrata Cristiano
- Partido Demócrata Progresista
- Partido Encuentro Nacional
- Partido Frente Amplio
- Partido Liberal Radical Auténtico
- Partido Movimiento al Socialismo
- Partido País Solidario
- Partido Revolucionario Febrerista
- Partido Social Demócrata
- Partido Socialista Comunero

sowie folgenden sozialen Organisationen:
- Ñembyaty Guasú Luque 2008
- Bloque Social y Popular
- Colo'o Apytere
- ERES
- Fuerza Republicana
- Mujeres por la Alianza
- Resistencia Ciudadana Nacional
- Tekojoja
- Teta Pyahu

Für die Gemeindewahlen 2010 bildete sich aus der APC und anderen Gruppen die Frente Guasú.